# Vlexx

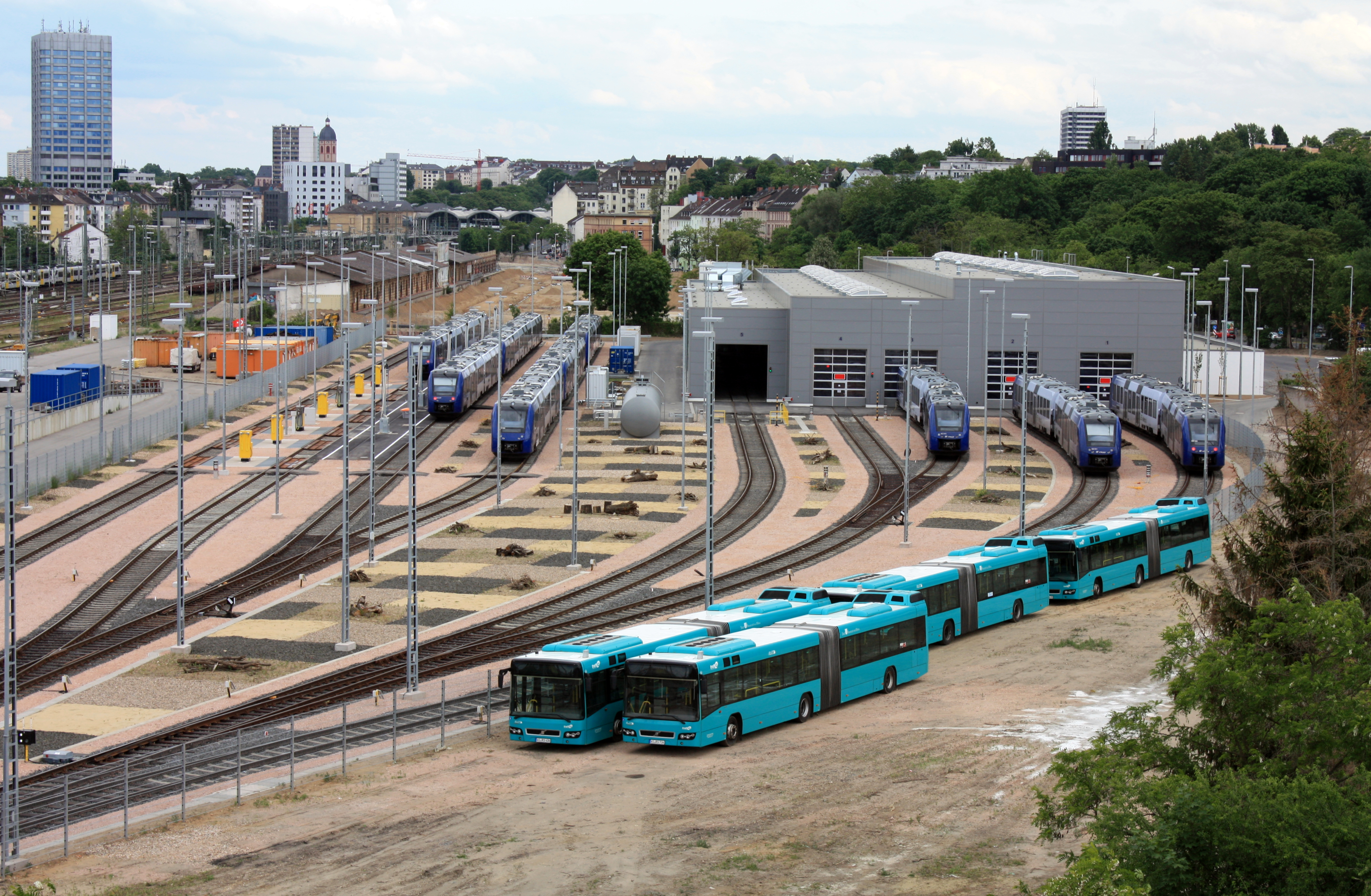
Hoofdkantoor en onderhoudsbedrijf in Mainz (2015)

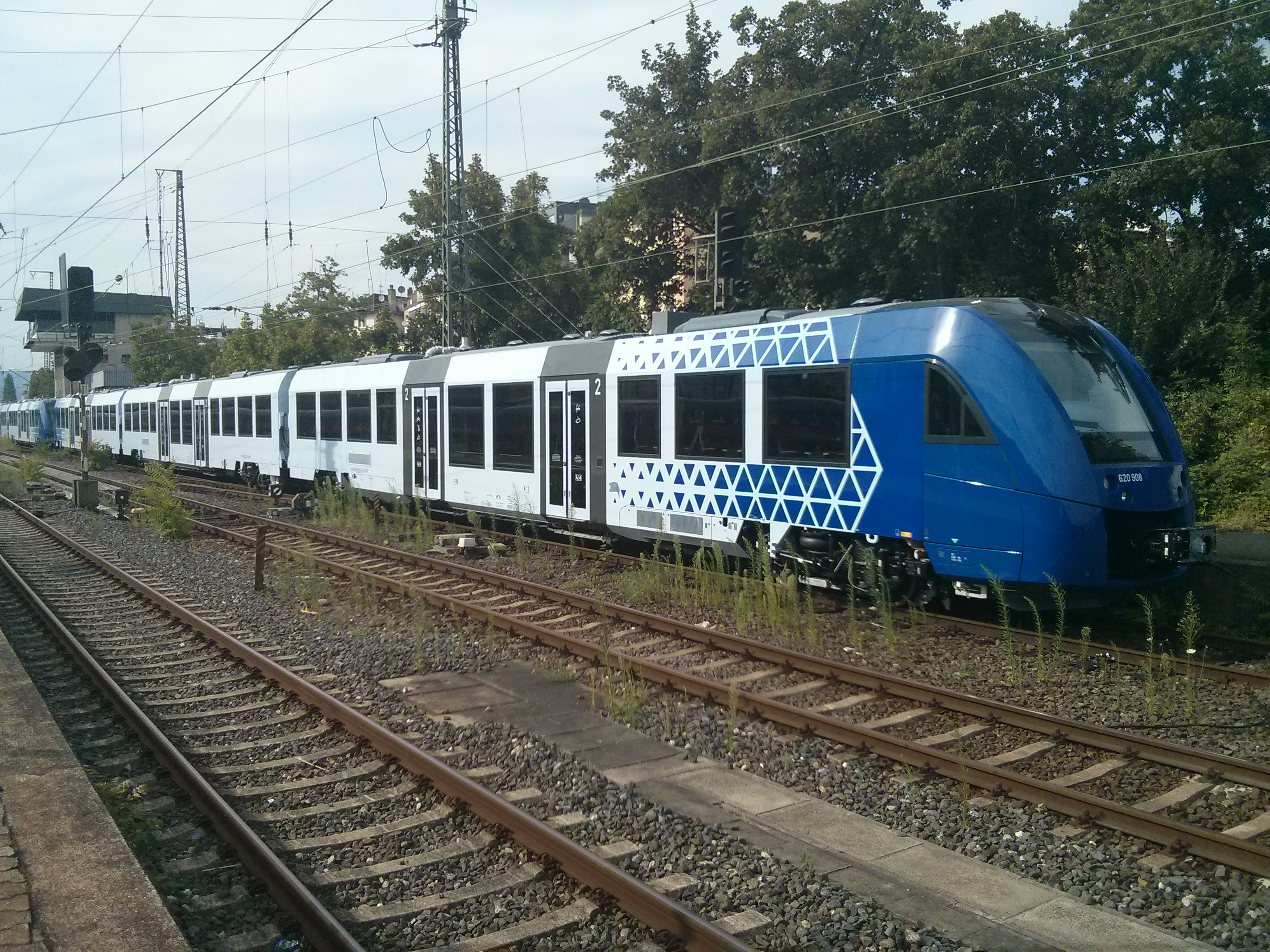
Alstom Coradia LINT 81 in Mainz (2014)

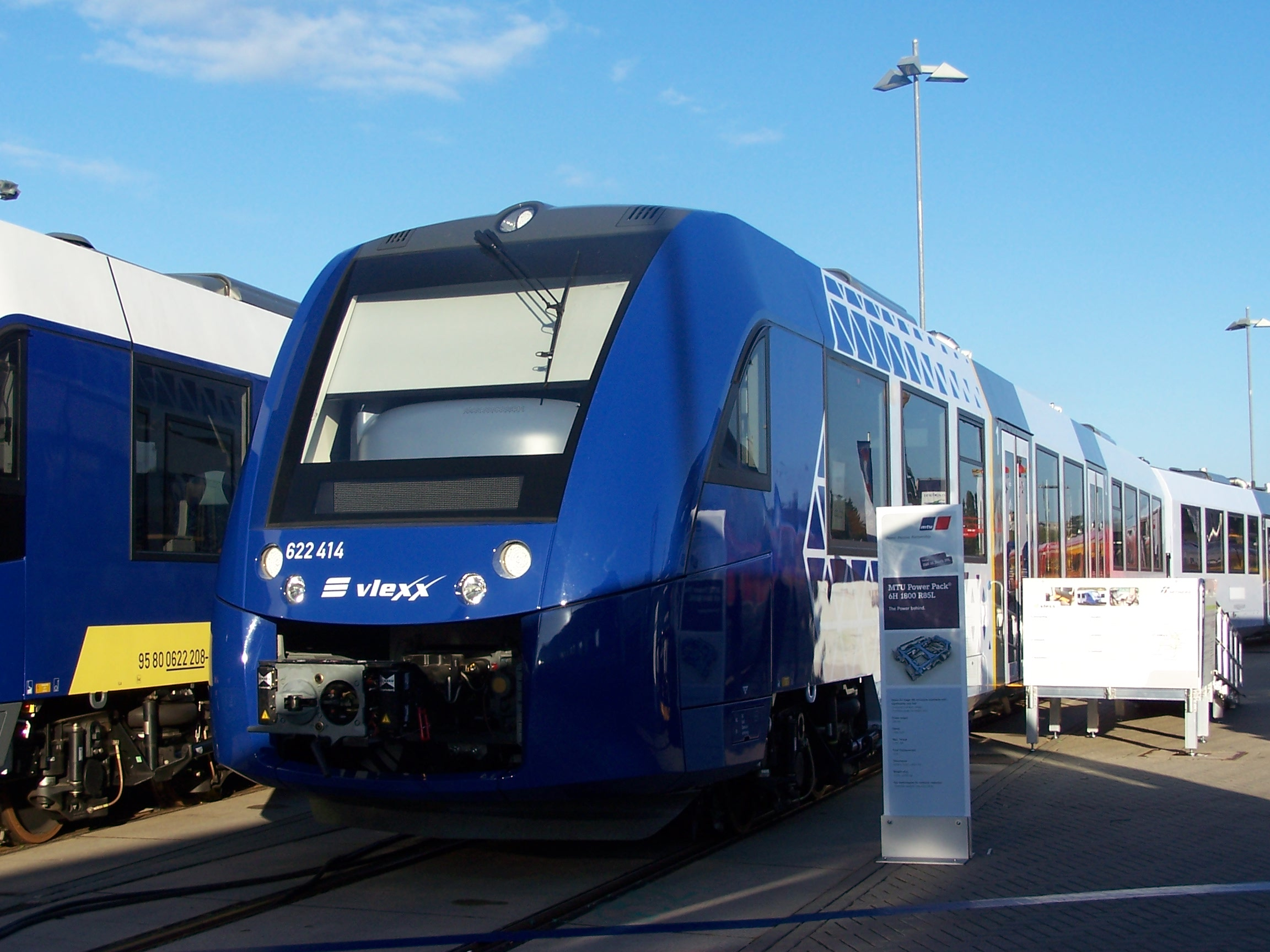
Alstom Coradia LINT 54 van vlexx op de InnoTrans 2014

Vlexx GmbH (eigen schrijfwijze vlexx) is een spoorwegonderneming met het hoofdkantoor in Mainz en een dochtermaatschappij van Regentalbahn, die wederom sinds 2011 via moedermaatschappij Netinera tot de Italiaanse staatsspoorwegen Ferrovie dello Stato hoort. Vlexx exploiteert reizigersvervoer in Rijnland-Palts, Saarland en Hessen evenals een grensoverschrijdende verbinding naar Frankrijk tot station Wissembourg.

## Onderneming
De ondernemingsnaam luidde bij de oprichting in 2012 "DNSW" en leidde zich af van het spoornetwerk, "Dieselnetz Südwest". De hoeken van dit netwerk zijn de steden Mainz, Koblenz, Worms, Kaiserslautern en Idar-Oberstein in Rheinland-Pfalz, Saarbrücken in Saarland en Frankfurt am Main in Hessen. In de weekenden in het zomerseizoen rijden er twee treinparen naar het Franse Wissembourg.

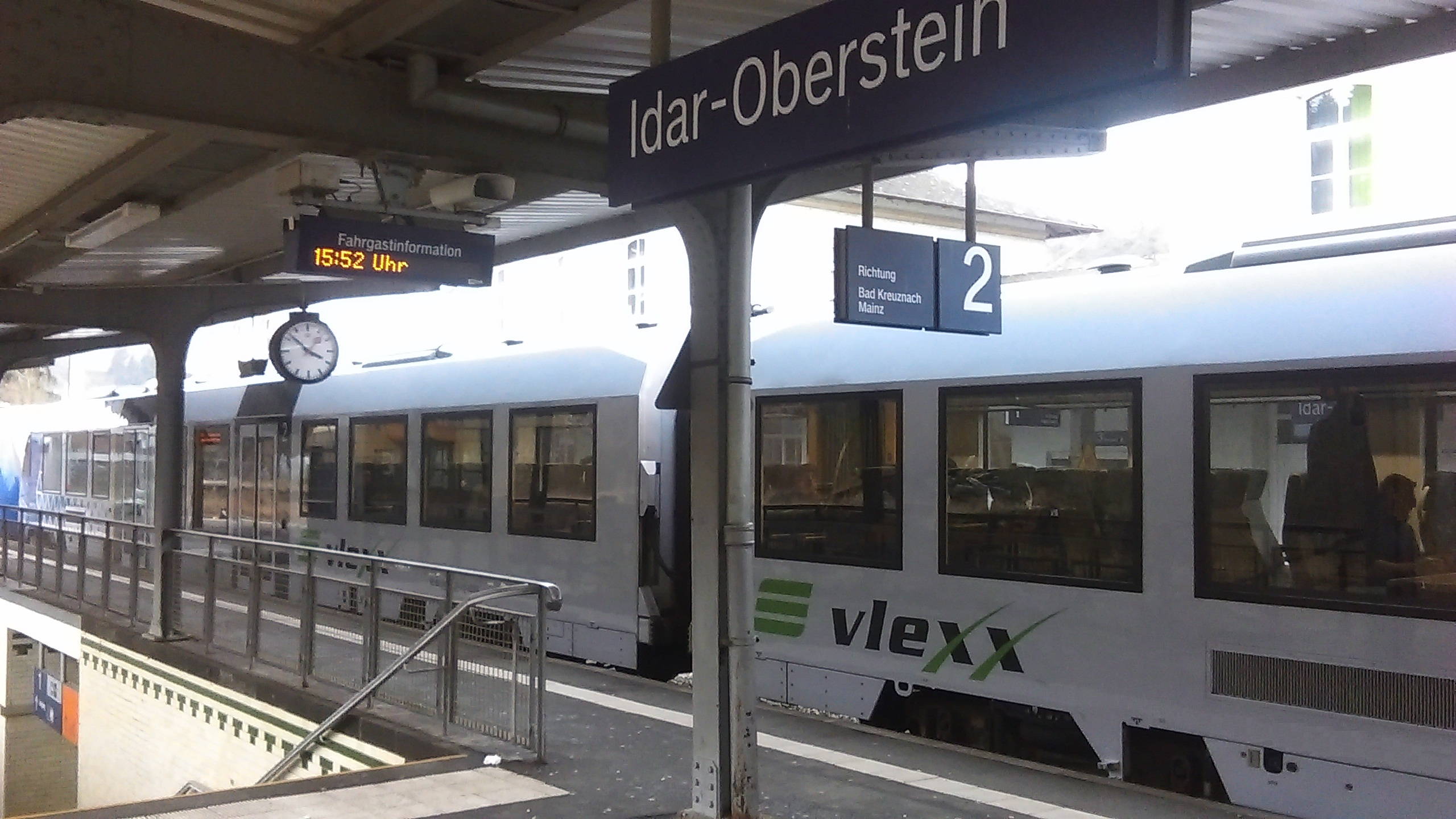
Station Idar-Oberstein met vlexx-trein (2017)

Bij de start was de naam DNSW alleen als overgangsoplossing bedacht. Bij een wedstrijd in januari 2014 kon iedereen een naam voorstellen. Om de regionale betrekkingen van de onderneming te onderschrijven werd een passende naam gezocht. De keuze viel op vlexx, die Vier-Länder-Express.

## Geschiedenis

### Aanbesteding van het dieselnetwerk
Eind februari 2012 werd de Regentalbahn door de Zweckverband Schienenpersonennahverkehr Rheinland-Pfalz Süd tot winnaar van de concessie "Dieselnetz Südwest - Los 2" uitgeroepen. Sinds de nieuwe dienstregeling van 2015 op 14 december 2014 gaat de onderneming voor 22,5 jaar tot juni 2037 de lijnen Mainz - Alzey - Kirchheimbolanden, Frankfurt - Mainz - Bad Kreuznach - Idar-Oberstein - Saarbrücken (Regional-Express), Mainz - Bad Kreuznach - Kaiserslautern (een Regional-Express-treinpaar in de spits) en Mainz - Idar-Oberstein - Baumholder/Neubrücke exploiteren. De concessie omvat sinds december 2014 6,1 miljoen treinkilometers per jaar. Tevens werd in december 2016 een nieuwe Regional-Express-lijn op de lijn Kaiserslautern - Bad Kreuznach - Bingen - Koblenz toegevoegd, waardoor er per jaar 6,4 miljoen treinkilometers wordt gereden. Het Dieselnetz Südwest omvat niet geëlektrificeerde hoofd- en nevenspoorlijnen in Rijnland-Palts en verbindt de regionale spoorwegverkeer in het bijzonder de regio's Rijn-Hessen, Nahe, West-Palts en Saarland met het Rijn-Maingebied en de centra Mainz, Rüsselsheim am Main en Frankfurt am Main evenals de Luchthaven Frankfurt.
De concessie wordt met in totaal 63 dieseltreinstellen van de types LINT 54 en LINT 81 gereden. Ondertussen richtte de Regentalbahn met DNSW een dochtermaatschappij op die verantwoordelijk werd voor de exploitatie. De DNSW werd later, naar aanleiding van een wedstrijd, in Vlexx hernoemd. De eerste negen treinen van Vlexx reden sinds juni 2014 al deels op de toekomstige verbindingen.

### Problemen bij de exploitatieovername
Op 27 november 2014 werd bekend dat Vlexx bij de start van de exploitatie niet voldoende machinisten had om alle lijnen te laten rijden. De voormalige vervoerder, DB Regio, kreeg de opdracht van Vlexx om op elke lijnen te blijven rijden.
Bij de start van de exploitatie op 15 december was grootschalig treinuitval en deels urenlange vertragingen. Hierop werd op 17 december een nooddienstregeling van kracht, waarbij maar 50% van alle diensten werd gereden. Bovendien werd de directeur ontslagen en door Arnulf Schuchmann vergangen, de directeur van ODEG, deels een onderdeel van de Netinera-groep. Vanaf 6 januari 2015 werd de nooddienstregeling langzaam afgebouwd, zodat op 12 januari ongeveer 90% van de diensten weer geëxploiteerd konden worden. Sinds begin maart 2015 konden alle lijnen normaal rijden. Daarbij hoort in het bijzonder de gereactiveerde spoorlijn Heimbach - Baumholder, die voorheen met vervangend busverkeer gereden werd.
Nadat Vlexx op 1 juli 2015 de laatste lijnen met een half jaar vertraging van DB Regio overnam (RE Bodenheim - Kaiserslautern), ontstonden er weer nieuwe treinuitvallen door een tekort aan personeel. De getroffen lijnen waren vijf verbindingen, die tijdens de vakantie in Rijnland-Palts door DB Regio en Transregio overgenomen werd of compleet werden geschrapt.

## Aanbesteding van het E-Netz Saar
Op 9 januari 2017 werd door de opdrachtgever MWAEV medegedeeld, dat Vlexx het 2,3 miljoen treinkilometer omvattende perceel 2 van het E-Netz Saar RB gewonnen had. Het gaat daarbij om de Regionalbahn-lijnen Saarbrücken - Neubrücke, Saarbrücken - Neunkirchen (Saar) - Homburg en Homburg - Illingen. De concessie start in december 2019 en duurt 15 jaar. Deze zullen met 21 elektrische treinstellen van het type Talent 3 bediend worden. Tevens in het perceel opgenomen is de eerst nog niet geëlektrificeerde spoorlijn van Saarbrücken naar Lebach-Jabach. Deze zal eerst met dieseltreinstellen van het type Desiro Classic geëxploiteerd worden. De elektrificering staat in 2024 gepland, waarna de elektrische Talent 3 treinstellen de dienst overnemen.

## Lijnennet
| Lijn                | Route | Frequentie                                           |
| ------------------- | --- | ---------------------------------------------------- |
| RE 2                | Koblenz Hbf - Bingen Hbf - Ingelheim - Mainz Hbf - Rüsselsheim - Frankfurt Flughafen - Frankfurt Hbf                                             | Enkele treinen per dag                               |
| RE 3                | Saarbrücken Hbf - Neunkirchen Hbf - Idar-Oberstein - Bad Kreuznach - Ingelheim - Mainz Hbf (- Rüsselsheim - Frankfurt Flughafen - Frankfurt Hbf) | 1x per uur; 1x per 2 uur tussen Mainz en Frankfurt   |
| RE 13               | Kirchheimbolanden - Alzey - Armsheim (- Mainz Hbf - Rüsselsheim Hbf - Frankfurt Flughafen - Frankfurt Hbf)                                       | 1x per uur; enkele treinen van/naar Frankfurt Hbf    |
| RE 15               | Kaiserslautern Hbf - Hochspeyer - Rockenhausen - Bad Kreuznach - Ingelheim - Mainz Hbf - Bodenheim                                               | 1x per dag                                           |
| RE 17               | Kaiserslautern Hbf - Rockenhausen - Bad Kreuznach - Bingen Hbf - Koblenz Hbf                                                                     | 1x per 2 uur                                         |
| RB 31               | Kirchheimbolanden - Alzey - Armstein - Mainz Hbf                                                                                                 | 1x per uur                                           |
| RB 33               | (Neubrücke (Nahe) -) Idar-Oberstein - Bad Kreuznach - Ingelheim - Mainz Hbf                                                                      | 1x per uur; enkele treinen van/naar Neubrücke (Nahe) |
| RB 34               | Baumholder - Idar-Oberstein (- Kirn) | 1x per uur; 1x per twee uur van/naar Kirn            |
| RB 35               | Bingen-Stadt - Armsheim - Alzey - Monsheim - Worms                                                                                               | Enkele treinen per dag                               |
| RB 44               | Mainz Hbf - Worms | Enkele treinen per dag                               |
| Weinstraßen-Express | Koblenz Hbf - Bingen Hbf - Bad Kreuznach - Rockenhausen - Neustadt (Wstr) Hbf - Landau Hbf - Winden - Wissembourg                                | Enkele treinen per dag tussen mei en oktober         |
| Elsass-Express      | Mainz Hbf - Armsheim - Alzey - Monsheim - Bad Dürkheim - Neustadt (Wstr) Hbf - Landau Hbf - Winden - Wissembourg                                 | Enkele treinen per dag tussen mei en oktober         |